# Ушагаш (Западно-Казахстанская область)
Ушагаш (каз. Үшағаш, до 199? г — Ворошилово) — село в Каратобинском районе Западно-Казахстанской области Казахстана. Входит в состав Шоптыкольского сельского округа. Код КАТО — 275053400.

## Население
В 1999 году население села составляло 650 человек (331 мужчина и 319 женщин). По данным переписи 2009 года, в селе проживало 579 человек (292 мужчины и 287 женщин).